# XMobots Echar 20A
Die Xmobots Echar 20A ist ein unbemanntes Luftfahrzeug des brasilianischen Herstellers XMobots.

## Konstruktion
Die Echar 20A ist eine Drohne in freitragender Nurflügelkonfiguration. An den Tragflächenenden befinden sich Winglets um die Stabilität im Flug zu erhöhen. Das UAV verfügt über kein Fahrwerk und muss dadurch entweder von Hand oder von einem Katapult gestartet werden. Die Landung erfolgt an einem Fallschirm. Ein Elektromotor (Näheres unbekannt) treibt einen Druckpropeller an und erlaubt eine Flugzeit von 45 Minuten.

## Technische Daten
| Kenngröße             | Daten                                    |
| --------------------- | ---------------------------------------- |
| Länge                 | 0,85 m                                   |
| Spannweite            | 2,17 m                                   |
| Höhe                  | 0,39 m                                   |
| Flügelfläche          | ?                                        |
| max. Startmasse       | 5,6 kg                                   |
| Zuladung              | 1 kg                                     |
| Reisegeschwindigkeit  | 75 km/h                                  |
| Höchstgeschwindigkeit | ?                                        |
| Dienstgipfelhöhe      | 3000 m                                   |
| Reichweite            | 45 Minuten                               |
| Triebwerke            | 1 × Elektromotor (Näheres nicht bekannt) |